# Notepad++
El Notepad++ és un editor de codi font lliure i gratuït que suporta diversos llenguatges de programació i funciona sota l'entorn Microsoft Windows. Va ser creat per superar Notepad. Va ser dissenyat per Don Ho i la seva primera versió va ser publicada el novembre de 2003. D'ençà que va ser publicat a sourceforge.net ha aconseguit més de 29 milions de descàrregues.
Aquest projecte, basat en el component d'edició Scintilla (un component d'edició molt potent), està escrit en C++ amb pur API Win32 i STL (això assegura una velocitat d'execució ràpida i una mida del programa més petita). Està sota llicència GPL.

## Funcionalitats
Té una interfície molt minimalista basada en pestanyes i totalment personalitzable. Es troba el varis idiomes entre els quals hi ha el català.
Permet treballar amb els llenguatges informàtics: C, C++, Java, C#, HTML, RC i més. Pot ser instal·lat en versió portable i no portable. Notepad++ permet el ressaltat de la sintaxi de gran quantitat de llenguatges, tot i que no pot verificar si la sintaxi és sòlida ni si es compilable.
- ActionScript
- Ada
- ASN.1
- ASP
- Assembly
- AutoIt
- AviSynth scripts
- BaanC
- Batch
- Blitz Basic
- C
- C#
- C++
- Caml
- CMake
- Cobol
- CoffeeScript
- Csound
- CSS
- D
- Diff
- Erlang
- escript
- Forth
- Fortran
- FreeBASIC
- Gui4Cli
- Haskell
- HTML
- INI
- Intel HEX
- Inno Setup scripts
- Java
- JavaScript
- JSON
- JSP
- KiXtart
- LaTeX
- LISP
- Lua
- Makefile
- Matlab
- MMIX
- Nimrod
- nnCron
- NSIS scripts
- Objective-C
- OScript
- Pascal
- Perl
- PHP
- PostScript
- PowerShell
- PureBasic
- Python
- R
- Rebol
- .reg
- Resource file
- Ruby
- Rust
- Scheme
- Shell script
- Smalltalk
- SPICE
- SQL
- Swift
- S-Record
- Tcl
- Tektronix HEX
- TeX
- txt2tags
- Visual Basic
- Visual Prolog
- VHDL
- Verilog
- XML
- YAML

A més a més d'un llistat de funcions de tots aquests llenguatges disponibles també en una gran quantitat d'idiomes.
Les línies del codi són presentades numerades i permet cercar i reemplaçar. També té funcions d'auto-completat de funcions, de paraules clau i suggeriments de funcions, un sistema de preferits i gravació i reproducció de macros. També inclou la numeració de files, un zoom per ampliar i/o reduir i la possibilitat de posar notes a les pestanyes. A la part lateral de l'aplicació apareix un mapa del document, que permet desplaçar-se ràpidament entre documents i per dins dels arxius llargs. El sistema d'edició també permet fer canvis en varies files simultàniament i editar en format de columnes per tal d'estalviar temps.
A partir de la versió 7.6, s'inclou un gestor d'extensions que permet instal·lar i gestionar les extensions, que afegeixen característiques i funcionalitats noves. Actualment existeixen més d'un centenar d'extensions i el mateix programa ja en porta 10 d'incorporades per defecte.
Disposa d'una versió estàndard instal·lable tan en 32 bits com en 64 bits i una altra versió portable, que pot ser executada des d'un dispositiu USB sense necessitat de ser instal·lada.
A partir de la versió 7.5.9 es pot substituir l'editor de text predeterminat de Windows (Notepad) pel Notepad++.

## Crítiques
Va rebre una crítica positiva destacant la numeració de les línies.
La versió 3.3 va rebre crítiques positives a Softpedia.
La versió 5.5 va rebre crítiques positives a TechRepublic.
La versió 6.6 va rebre crítiques positives a Softpedia.